# Campo de gas de Arun
El campo de gas de Arun es un campo de gas natural ubicado en la provincia de Aceh en el norte de Sumatra, Indonesia. Fue descubierto por Mobil Oil Corporation en 1971 y ha sido descrito como «la operación de GNL más lucrativa del siglo XX». El campo inició la producción de gas natural y condensados en 1975.
La producción de gas natural en el campo de Arun contribuyó a un grave conflicto medioambiental en el que el secesionista Movimiento Aceh Libre (GAM) luchó por el control de la provincia de Aceh y los ingresos asociados al gas. Durante el conflicto, el ejército indonesio cometió cientos de abusos contra los derechos humanos de los habitantes de Aceh.
El campo cerró debido a la falta de gas de alimentación en 2014 y se convirtió en una terminal de importación de GNL en 2015.

## Producción y reservas
La Mobil Oil Corporation encontró gas natural en el campo Arun cerca de Lhokseumawe, en la provincia de Aceh en Indonesia en 1971. El campo Arun tiene aproximadamente 21,400 acres, ubicado en la llanura costera entre la cordillera de Barisan y el Estrecho de Malaca. Las reservas de gas se estimaron en 1983 en alrededor de 16 billones de pies cúbicos (457 × 10 9 m³). El proyecto fue desarrollado por Mobil y Pertamina.
La planta de licuefacción de gas PT Arun se construyó a unas 12 millas del campo de gas e inicialmente tenía tres trenes de producción. Se construyeron tres trenes adicionales a principios de la década de 1980, elevando la capacidad total de la planta a más de 10 millones de toneladas por año. La construcción de la planta estuvo a cargo de una empresa conjunta japonesa e indonesia, y el costo inicial fue de unos 940 millones de dólares.
El campo Arun y Badak NGL fueron los proyectos de gas más grandes de Indonesia en las décadas de 1970 y 1980 y, al final de este período, el treinta por ciento de las exportaciones de GNL de Indonesia procedían de Aceh. Indonesia fue el mayor exportador mundial de GNL desde entonces hasta aproximadamente 2001. Japón compró la mayor parte de este suministro. La producción en Arun fue de alrededor de 450 millones de pies cúbicos/día (12,9 × 10 5 m³) en 1992. El campo produjo casi una cuarta parte de los ingresos globales de la corporación Mobil a principios de la década de 1990 antes de la fusión de esa empresa para convertirse en ExxonMobil en 1999.
Para 2004, la presión del yacimiento y la productividad de los pozos habían disminuido. La producción de gas finalizó en 2015.

### Geología
Un estudio geológico de 1983 encontró gas rico en condensado en «arrecifes y facies carbonatadas asociadas del Mioceno inferior y medio que en lugares superan los 305 m (1000 pies) de espesor». En 2019, un estudio multidisciplinario de 16 pozos en el campo de Arun encontró que el depósito de carbonato de Arun contenía 92% de piedra caliza, 5% de dolomita y 3% de piedra caliza dolomítica u otra composición. También se divide en cuatro facies primarias: arrecife, arrecife cercano, laguna interarrecife y plataforma media; siendo productivo el arrecife y la facie lagunar.
El depósito de gas está a alta temperatura y presión (177 °C; 351 °F), y el campo tiene potencial para la producción de energía geotérmica. Un modelo de 2022 sugirió que el campo Arun tenía potencial para una producción adicional a través de la captura de carbono y la recuperación mejorada de gas.

## Conflicto ambiental

### Trasfondo
De 1945 a 1967, la administración del presidente Sukarno no fue favorable a la inversión extranjera, especialmente de las naciones occidentales. Después del intento de golpe de Estado de 1965 y las posteriores masacres masivas de comunistas indonesios, la dictadura militar del presidente Suharto, asesorada por la mafia de Berkeley, ofreció condiciones mucho más amistosas a los inversores extranjeros.
Varias campañas de justicia ambiental se materializaron en torno a proyectos extractivistas en Indonesia durante la dictadura de Suharto: los campos petroleros en la provincia de Riau operados por Chevron-Texaco, la minería de oro en Célebes operada por Newmont y una mina de cobre en Papúa Occidental operada por Freeport-McMoRan dieron como resultado campañas para una mayor autonomía local del gobierno central de Indonesia.
El descubrimiento de reservas de gas en el campo de Arun contribuyó a la violencia en Aceh a partir de al menos 1976, cuando el Movimiento Aceh Libre (GAM) comenzó a luchar para separarse de Indonesia. Los secesionistas de Aceh resintieron la dictadura militar del presidente Suharto en Java en parte porque el gobierno central se quedó con casi todos los ingresos del campo de Arun y la provincia de Aceh no recibió desarrollo ni otros beneficios. GAM afirmó que «Acheh, Sumatra ha estado generando ingresos de más de 15 mil millones de dólares estadounidenses al año para los neocolonialistas javaneses, que utilizaron totalmente en beneficio de Java y los javaneses». Los residentes de Aceh también estuvieron sujetos a las cargas ambientales de la producción de gas, como fugas de productos químicos, reubicación y agua envenenada que dañó los recursos pesqueros y agrícolas.

### Conflicto
Durante la dictadura de Suharto, los lugareños de Aceh asociaron cada vez más a Mobil con el gobierno opresivo de Java. Estas quejas contribuyeron a la insurgencia en Aceh entre GAM y el ejército indonesio, en la que a veces se atacaron los activos de Mobil. Dos trabajadores del gas murieron en ataques en 1977.

#### Abusos de derechos humanos
El gobierno impuso la ley marcial en 1989, que fue aplicada principalmente por tropas javanesas que eran percibidas como extranjeras en Aceh. La Comisión de Derechos Humanos de Indonesia informó sobre la represión brutal por parte del ejército y cientos de casos en los que los lugareños fueron torturados y asesinados.
Algunas personas locales responsabilizan a ExxonMobil por las violaciones a los derechos humanos, porque los soldados estaban bajo contrato con la compañía petrolera. Grupos de derechos humanos dicen que el equipo pesado de Exxon se utilizó para cavar fosas comunes. ExxonMobil no niega que ocurrieron estas atrocidades, pero afirma que sus gerentes no estaban al tanto de los hechos en ese momento y que sus tropas «no fueron utilizadas en operaciones ofensivas». Exxon también hizo hincapié en los empleos y los servicios públicos que proporcionaba a la región.
En 2001, varios aldeanos afectados por esta violencia presentaron una demanda en Estados Unidos contra Exxon con Doe v. ExxonMobil Corp. Exxon intentó repetidamente que se desestimara el caso y ha estancado el litigio durante más de veinte años. En julio de 2022, un tribunal de distrito de EE. UU. dictaminó que el caso podía ir a juicio.
El gobierno levantó la ley marcial en 1998, pero la violencia obligó a ExxonMobil a detener la producción en 2001.

## Lectura adicional
- «Hydrocarbon-Gas Cycling Improves Recovery in the Arun Gas Field». Journal of Petroleum Technology. 2018.

- Datos: Q2866032